# Топчумба
«Топчумба» — советский короткометражный кукольный мультфильм 1980 года. Снят по сказке Бориса Заходера.

## Сюжет
Про неуклюжего медвежонка, которого папа-медведь с помощью весёлого стишка научил гимнастическим упражнениям, благодаря которым он стал ловким и, более того, спас утопающего зайчонка.

## Съёмочная группа
| автор сценария                | Борис Заходер |
| режиссёр                      | Кирилл Малянтович |
| художник-постановщик          | Ирина Дегтярёва |
| композитор                    | Мераб Парцхаладзе |
| оператор                      | Иосиф Голомб |
| звукооператор                 | Нелли Кудрина |
| мультипликаторы:              | Кирилл Малянтович, Ольга Дегтярёва, Татьяна Молодова |
| роли озвучивали:              | Светлана Харлап — медвежонок Топтыжка, Рогволд Суховерко — папа-медведь, Клара Румянова — оленёнок / белка, Нина Шмелькова — зайчонок, Александр Очеретянский — кабанчик / младший барсук, Михаил Лобанов — старший барсук, Александра Горбунова — зайчонок |
| куклы и декорации изготовили: | Виктор Слетков, А. Ноздрин, Нина Пантелеева, А. Крутипорох, Маргарита Богатская, Людмила Насонова, Галина Круглова, Н. Царева |
| монтаж                        | Галины Дробининой |
| редактор                      | Валерия Коновалова |
| директор                      | Олег Кузнецов |